# Gavião (Bahia)
Gavião is een gemeente in de Braziliaanse deelstaat Bahia. De gemeente telt 4.507 inwoners (schatting 2009).

## Aangrenzende gemeenten
De gemeente grenst aan Capela do Alto Alegre, Nova Fátima, Santaluz, São Domingos en São José do Jacuípe.